# Portrait de Mariana Waldstein
Le Portrait de Mariana Waldstein est un tableau réalisé par le peintre espagnol Francisco de Goya en 1797-1799. De format vertical, cette huile sur toile est le portrait en pied de Marie-Anne Waldstein devant un paysage arboré. Vêtue d'une robe noire, sa chevelure elle-même noire ornée d'un nœud rose, la marquise y figure les bras croisés au niveau du nombril, un éventail fermé à la main gauche. Vu en contre-plongée, le personnage paraît géant, la faible hauteur du paysage accentuant cet effet de dimensionnement. En contraste de teintes grises et sombres, la seule touche de couleur, apportée en hauteur par le noeud des cheveux, participe à donner une impression irréelle, modérée toutefois par la couleur naturelle de la peau de ce qui apparaît du visage et des bras.
Passée par Camille Groult, l'œuvre entre dans les collections publiques françaises en 1976, lorsqu'elle est acquise de Michel David-Weill. Elle fait depuis lors partie des collections du musée du Louvre, à Paris, en France. Ce musée d'art conserve aussi une copie de taille réduite réalisée en 1799 par l'entourage du maître.

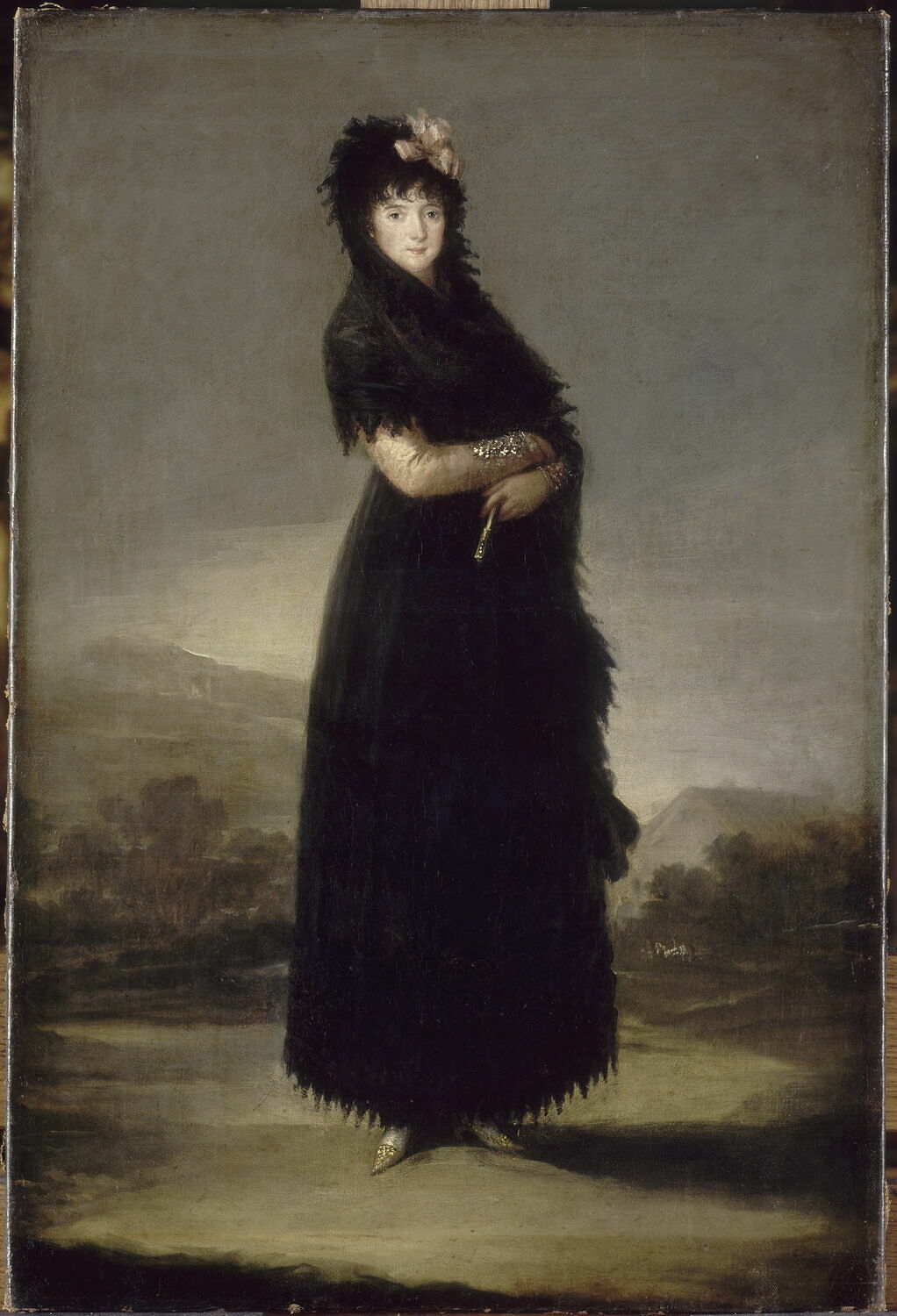
Cercle de Francisco de Goya, copie du Portrait de Mariana Waldstein, 1799 – Musée du Louvre, Paris.